# Apostolepis tenuis
Espèce
Statut de conservation UICN

 DD  : Données insuffisantes
Apostolepis tenuis  est une espèce de serpents de la famille des Dipsadidae.

## Répartition et habitat
Cette espèce est endémique de Bolivie. On la trouve entre 120 et 300 m d'altitude. Elle vit dans la forêt tropicale humide amazonienne.

## Description
L'holotype de Apostolepis tenuis mesure 308 mm dont 36 mm pour la queue. Cette espèce a le corps noirâtre et présente un collier et des rayures jaunes. Sa face ventrale est jaune.

## Publication originale
- Ruthven, 1927 : Description of an apparently new species of Apostolepis from Bolivia. Occasional Papers of the Museum of Zoology, University of Michigan, no 188, p. 1-2 (texte intégral).